# Lafayette Parish
Das Lafayette Parish (frz.: Paroisse de Lafayette) ist ein Parish im Bundesstaat Louisiana der Vereinigten Staaten. Bei der Volkszählung im Jahr 2020 hatte das Parish 241.753 Einwohner und eine Bevölkerungsdichte von 345,9 Einwohnern pro Quadratkilometer. Der Verwaltungssitz (Parish Seat) ist Lafayette.
Das Lafayette Parish ist Bestandteil der Metropolregion um die Stadt Lafayette.

## Geographie
Das Parish liegt im Süden von Louisiana, ist etwa 50 km vom Golf von Mexiko entfernt und hat eine Fläche von 700 Quadratkilometern, wovon ein Quadratkilometer Wasserfläche ist. Es grenzt an folgende Parishes:
|               | St. Landry Parish |                   |
| Acadia Parish |                   | St. Martin Parish |
|               | Vermilion Parish  | Iberia Parish     |

## Geschichte

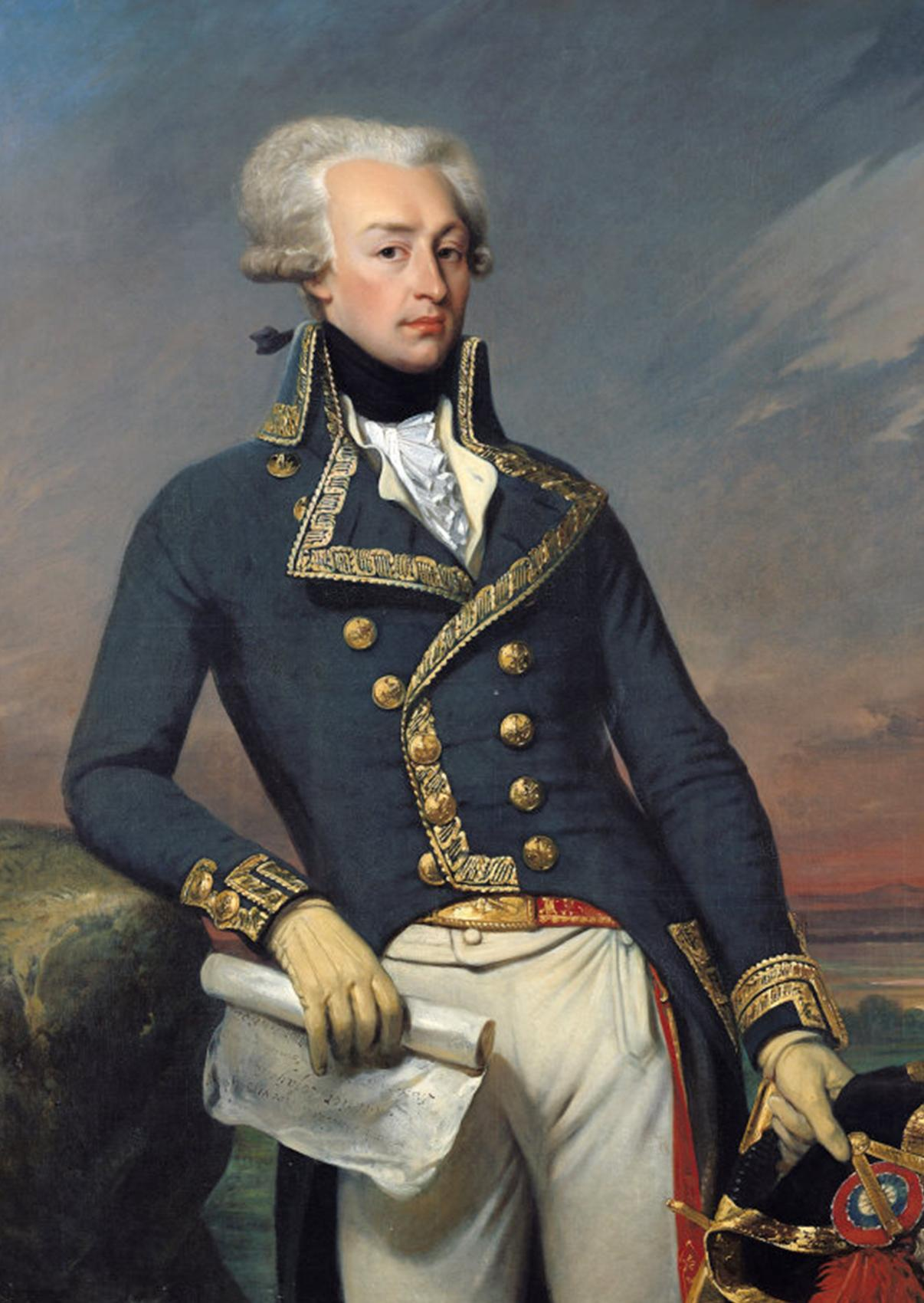
Lafayette

Das Lafayette Parish wurde am 17. Januar 1823 aus Teilen des St. Martin Parish gebildet. Benannt wurde es nach Marie-Joseph Motier, Marquis de La Fayette.
Die ersten Europäer in der Region waren neben den Spaniern vor allem englische und französische Händler und Pelzjäger. 1766 wurde das Gebiet offiziell ein Teil Spaniens.
Einen großen Einfluss auf die Region übte ab 1755 die Einwanderung der Akadier aus den ehemals französischen Atlantikprovinzen (Acadiana) in Kanada aus (auch "Le Grand Derangement" genannt).
1803 kam das Gebiet an die USA. Die Stadt Vermilionville wurde 1823 zum Verwaltungszentrum des neu gebildeten Lafayette Parish. 1884 wurde die Stadt in Lafayette umbenannt.
34 Bauwerke und Stätten des Parish sind im National Register of Historic Places eingetragen (Stand 5. November 2017).

## Demografische Daten

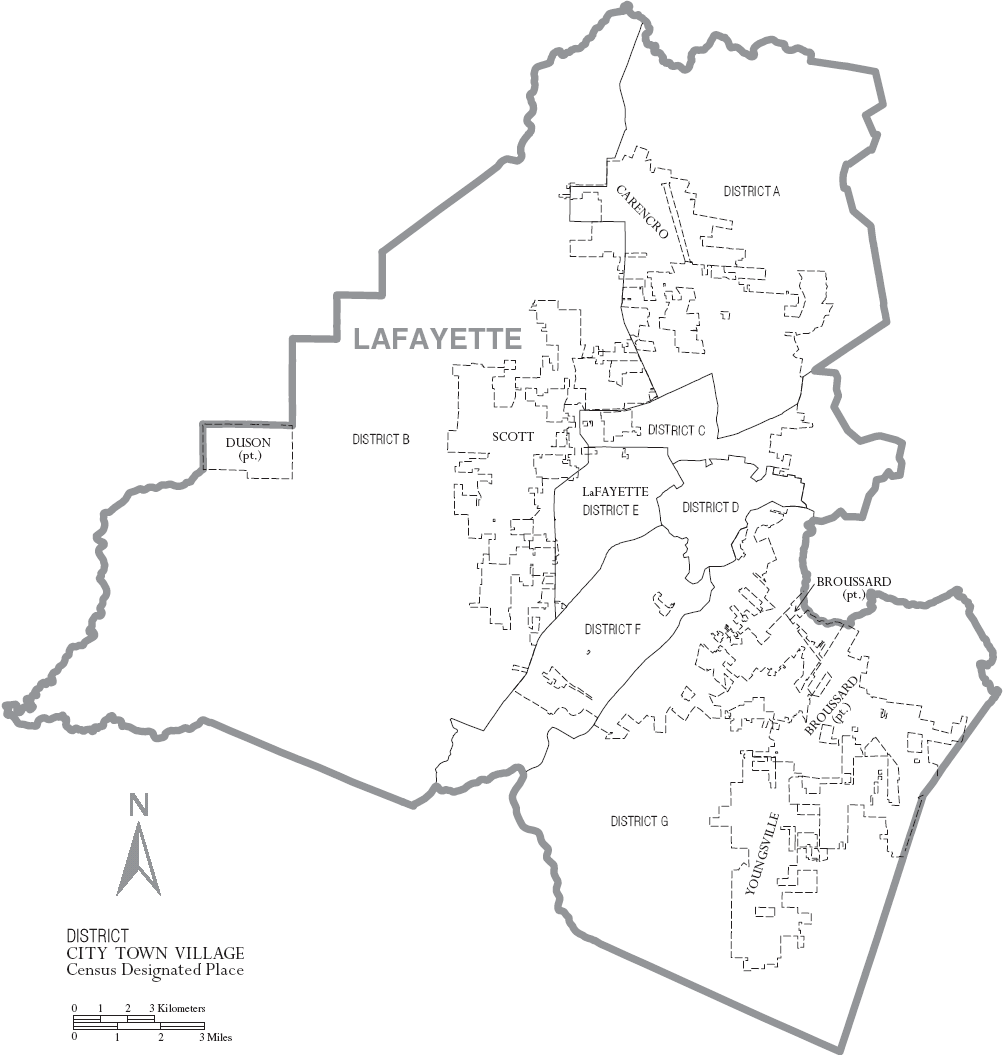
Karte des Lafayette Parishes

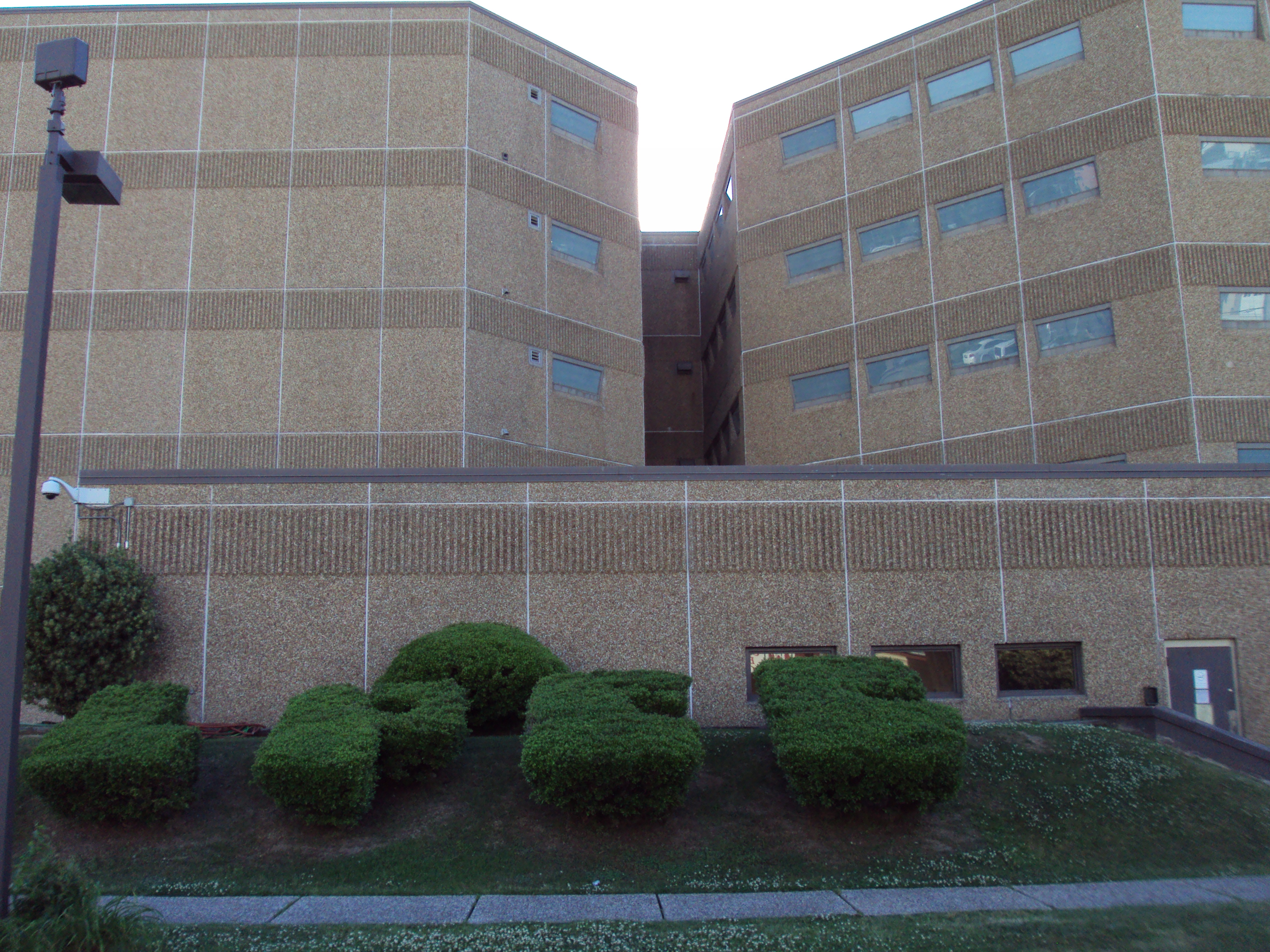
Lafayette Parish Correctional Center

Nach der Volkszählung im Jahr 2000 lebten im Lafayette Parish 190.503 Menschen in 72.372 Haushalten und 48.851 Familien. Die Bevölkerungsdichte betrug 273 Einwohner pro Quadratkilometer. Ethnisch betrachtet setzte sich die Bevölkerung zusammen aus 73,36 Prozent Weißen, 23,80 Prozent Afroamerikanern, 0,28 Prozent amerikanischen Ureinwohnern, 1,08 Prozent Asiaten, 0,03 Prozent Bewohnern aus dem pazifischen Inselraum und 0,52 Prozent aus anderen ethnischen Gruppen; 0,93 Prozent stammten von zwei oder mehr Ethnien ab. 1,74 Prozent der Bevölkerung waren spanischer oder lateinamerikanischer Abstammung.
Von den 72.372 Haushalten hatten 36,2 Prozent Kinder und Jugendliche unter 18 Jahre, die bei ihnen lebten. 49,2 Prozent waren verheiratete, zusammenlebende Paare, 14,0 Prozent waren allein erziehende Mütter, 32,5 Prozent waren keine Familien, 25,4 Prozent waren Singlehaushalte und in 6,9 Prozent lebten Menschen im Alter von 65 Jahren oder darüber. Die Durchschnittshaushaltsgröße betrug 2,57 und die durchschnittliche Familiengröße lag bei 3,12 Personen.
Auf das gesamte Parish bezogen setzte sich die Bevölkerung zusammen aus 27,4 Prozent Einwohnern unter 18 Jahren, 11,7 Prozent zwischen 18 und 24 Jahren, 31,2 Prozent zwischen 25 und 44 Jahren, 20,2 Prozent zwischen 45 und 64 Jahren und 9,5 Prozent waren 65 Jahre alt oder darüber. Das Durchschnittsalter betrug 32 Jahre. Auf 100 weibliche kamen statistisch 94,4 männliche Personen. Auf 100 Frauen im Alter von 18 Jahren oder darüber kamen 91,4 Männer.
Das jährliche Durchschnittseinkommen eines Haushalts betrug 36.518 USD, das Durchschnittseinkommen der Familien betrug 45.158 USD. Männer hatten ein Durchschnittseinkommen von 36.428 USD, Frauen 22.751 USD. Das Prokopfeinkommen betrug 19.371 USD. 11,8 Prozent der Familien 15,7 Prozent der Bevölkerung lebten unterhalb der Armutsgrenze. Davon waren 18,2 Prozent Kinder oder Jugendliche unter 18 Jahre und 15,6 Prozent waren Menschen über 65 Jahre.

## Orte im Parish
- Billeaud
- Broadmoor
- Broussard1
- Capitan
- Carencro
- Duson2
- Elks
- Gloria
- Lafayette
- Long Bridge
- Milton
- Mouton
- New Flanders
- Ossun
- Pilette
- Pont Des Mouton
- Ridge
- Sadou
- Scott
- Stekey
- Vatican
- Walroy
- Youngsville

1 – teilweise im St. Martin Parish

2 – teilweise im Acadia Parish